# Samir Barać
Samir Barać (Fiume, 2 novembre 1973) è un ex pallanuotista croato. Dal 2017 è presidente del Primorje Fiume.

## Carriera
Ha vinto la medaglia d'oro olimpica nella pallanuoto alle Olimpiadi 2012 svoltesi a Londra, trionfando nel torneo maschile con la nazionale croata da capitano della stessa.
Ha partecipato anche alle Olimpiadi 2000, alle Olimpiadi 2004 e alle Olimpiadi 2008, quindi in totale a quattro edizioni dei giochi olimpici estivi.
Nelle sue partecipazioni ai campionati mondiali di nuoto ha ottenuto una medaglia d'oro (2007) e due medaglie di bronzo (2009 e 2011).
Inoltre ha conquistato una medaglia d'oro (2010) e due medaglie d'argento ai campionati europei di pallanuoto.

## Palmarès

### Giocatore

#### Club
- Eurolega: 1

POŠK: 1998-99
- Coppe LEN: 4

Mladost: 2000-01
AN Brescia: 2001-02, 2002-03, 2005-06
- Campionato italiano: 1

AN Brescia: 2002-03
- Campionato croato: 1

POŠK: 1997-98
- Kup Hrvatske: 3

Primorje: 1995-96, 2012-13
POŠK: 1999-00
- Lega Adriatica: 1

Primorje: 2012-13
- Coppa COMEN: 1

Primorje: 1996-97

### Nazionale
- Oro olimpico: 1

Croazia: Londra 2012
- Oro ai Campionati mondiali: 1

Croazia: Melbourne 2007
- Bronzo ai Campionati mondiali: 2

Croazia: Roma 2009, Shanghai 2011
- Oro ai campionati europei: 1

Croazia: Zagabria 2010
- Argento ai campionati europei: 2

Croazia: Firenze 1999, Kranj 2003
- Argento nella Coppa del Mondo: 1

Croazia: Oradea 2010
- Oro ai World League: 1

Croazia: Almaty 2012
- Argento ai World League: 1

Croazia: Podgorica 2009
- Bronzo ai World League: 1

Croazia: Firenze 2011
- Argento ai Giochi del Mediterraneo: 1

Croazia: Bari 1997